# Oxyopes bolivianus
Oxyopes bolivianus là một loài nhện trong họ Oxyopidae.
Loài này thuộc chi Oxyopes. Oxyopes bolivianus được Albert Tullgren miêu tả năm 1905.